# Leluthia australica
Leluthia australica är en stekelart som beskrevs av Belokobylskij, Iqbal och Austin 2004. Leluthia australica ingår i släktet Leluthia och familjen bracksteklar. Inga underarter finns listade i Catalogue of Life.